# Beausoleil, Alpes-Maritimes
Beausoleil är en fransk kommun i departementet Alpes-Maritimes. Kommunen är belägen omedelbart norr om Monaco och byggnadsmässigt helt sammanvuxen med denna. Beausoleil har 12 775 invånare (1999).

## Befolkningsutveckling
Antalet invånare i kommunen Beausoleil
| Referens: INSEE |